# Andreas Akerman

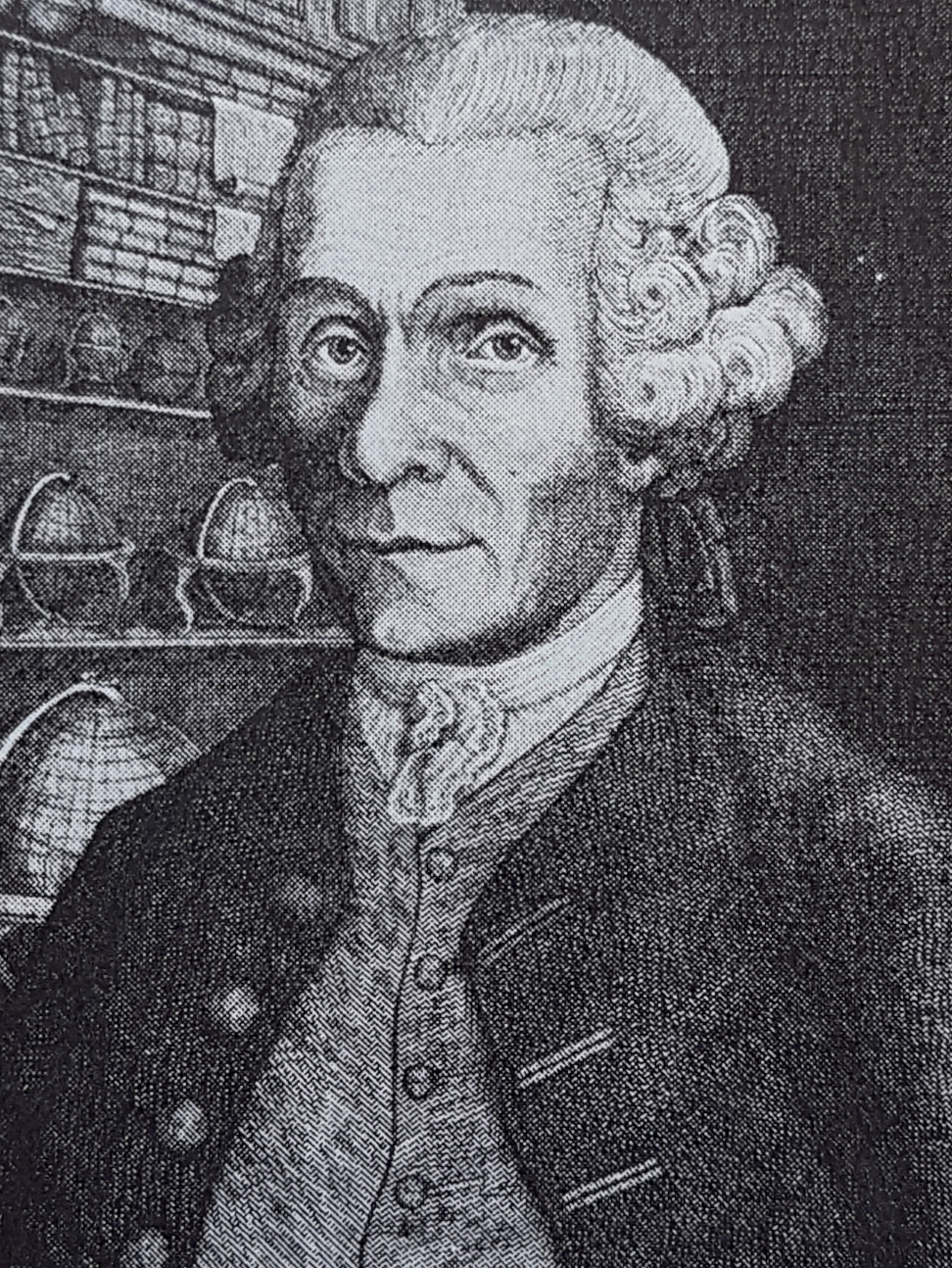
Selbstporträt von Andreas Åkerman dem Älteren

Andreas Akerman wie Anders Akerman; schwedisch Andreas Åkerman auch Anders Åkerman  (* 1723 wahrscheinlich in Halla in der Provinz Södermanland; † 1778 in Uppsala) war ein schwedischer Kupferstecher und Hersteller von Globen.

## Leben

### Schul- und Studienzeit
Nach dem Besuch der Trivialschule von 1739 bis 1747 in Strängnäs war er als Matheseos Studiosus und Natio Sudermann an der Universität Uppsala eingetragen, ohne dass ein abschließender Universitätsabschluss belegt ist.

### Beruflicher und unternehmerischer Werdegang
Als Mitglied der 1758 durch Professoren und Dozenten, darunter Torbern Olof Bergman (1735–1784), gegründeten Kosmographischen Gesellschaft der Universität Uppsala wurden in seiner um 1750 gegründeten Werkstatt unter anderem Globen kopiert und ab 1758 Globen für die Kosmographische Gesellschaft angefertigt und ins Ausland exportiert. Bei der Ausführung der Globen berücksichtigte er unter anderem die Berechnungen des englischen Astronomen John Flamsteed (1646–1719) und des französischen Astronomen Nicolas Louis de Lacaille (1713–1762).
Trotz staatlicher Unterstützungen war die Herstellung von Globen nicht rentabel und das Unternehmen wurde Mitte des 19. Jahrhunderts liquidiert.

### Familie
Sein Sohn war Andreas Åkerman (der Jüngere)  (1759–1804)

## Globen
- 1760: Finanziert von dem ehemaligen Universitätskanzler der Universität Uppsala, Carl Didrik Ehrenpreus (1692–1760)[3]